# Anton Strasjimirov

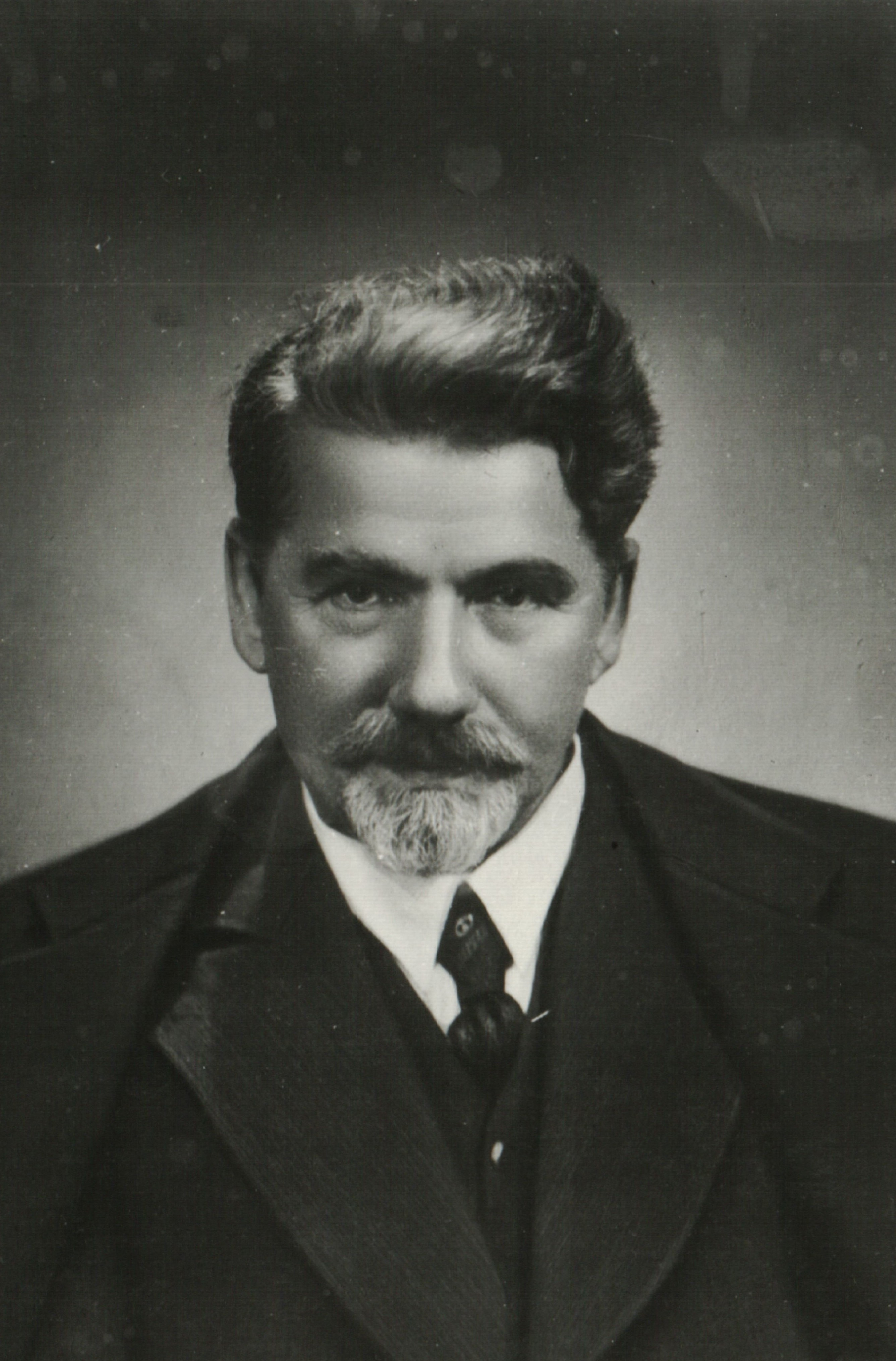
Anton Strasjimirov

Anton Strasjimirov (Антон Страшимиров), född 15 juni 1872 i Varna, död 7 december 1937 i Wien, var en bulgarisk författare. 
Strasjimirov författade novellsamlingen Sresjti i slutjki och romanen Smutno vreme (1899) med modernt socialt stoff, dramat Vampir och byidyllen Esenni dni (Höstdagar; 1900). Till hans bästa verk räknas bynovellen Na krăstopăt (Vid korsvägen; 1900), som behandlar den socialekonomiska bonderörelsen i Bulgarien.